# Chiesa di Sant'Anna (Polistena)
La chiesa di Sant'Anna è un luogo di culto cattolico di Polistena, il più antico della città. L'edificio ricade nel territorio della parrocchia di Santa Marina.

## Storia
È possibile che in origine vi fosse una grotta basiliana, sulla quale successivamente è stata edificata una cappella che, se legata alla chiesa della Santissima Trinità, sembrerebbe essere citata nel resoconto della visita pastorale del vescovo di Mileto monsignor Marcantonio Del Tufo, avvenuta nel 1586.
Caduta in disuso, il marchese Giovanni Domenico Milano ne finanziò il restauro; fu intitolata a sant'Anna con la cerimonia d'inaugurazione nel 1728. Quando nel 1783 Polistena fu colpita da un tremendo terremoto, la chiesa resistette. Il paese era però distrutto e vi si contarono 2.000 morti. L'attività religiosa nella chiesa si ridusse per molti anni alla sola celebrazione della festa della santa, a luglio. Nell'archivio dell'Arciconfraternita della Santissima Trinità di Polistena è registrata una cerimonia di nuova benedizione della chiesa, e conseguente riapertura, avvenuta il 24 dicembre 1810.
La chiesa, come altri edifici religiosi di Polistena, fu utilizzata come luogo di sepoltura fino al 1877.
Nel biennio 1908-1909, la chiesa fu nuovamente oggetto di interventi di recupero, finanziati dal commerciante di agrumi Ignazio Martino, e su disegni del prof. Francesco Morani fu realizzato l'altare in marmo nel 1962 in segno di devozione verso la santa. La famiglia Martino ha in seguito proseguito la sua opera devozionale e facendosi carico dei lavori urgenti di consolidamento nel 1990.

## Galleria d'immagini

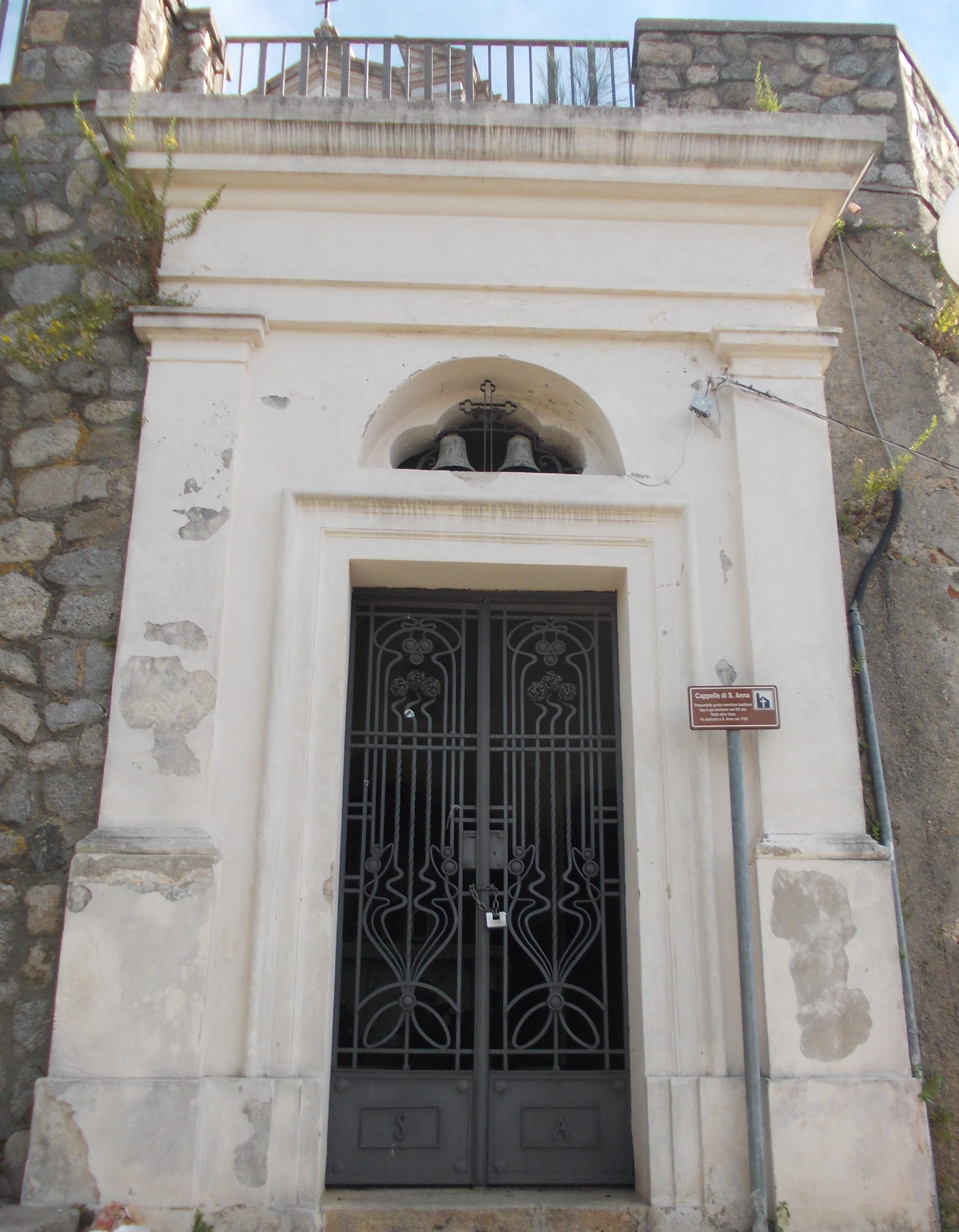
La Chiesa di Sant'Anna in una cartolina degli anni trenta.
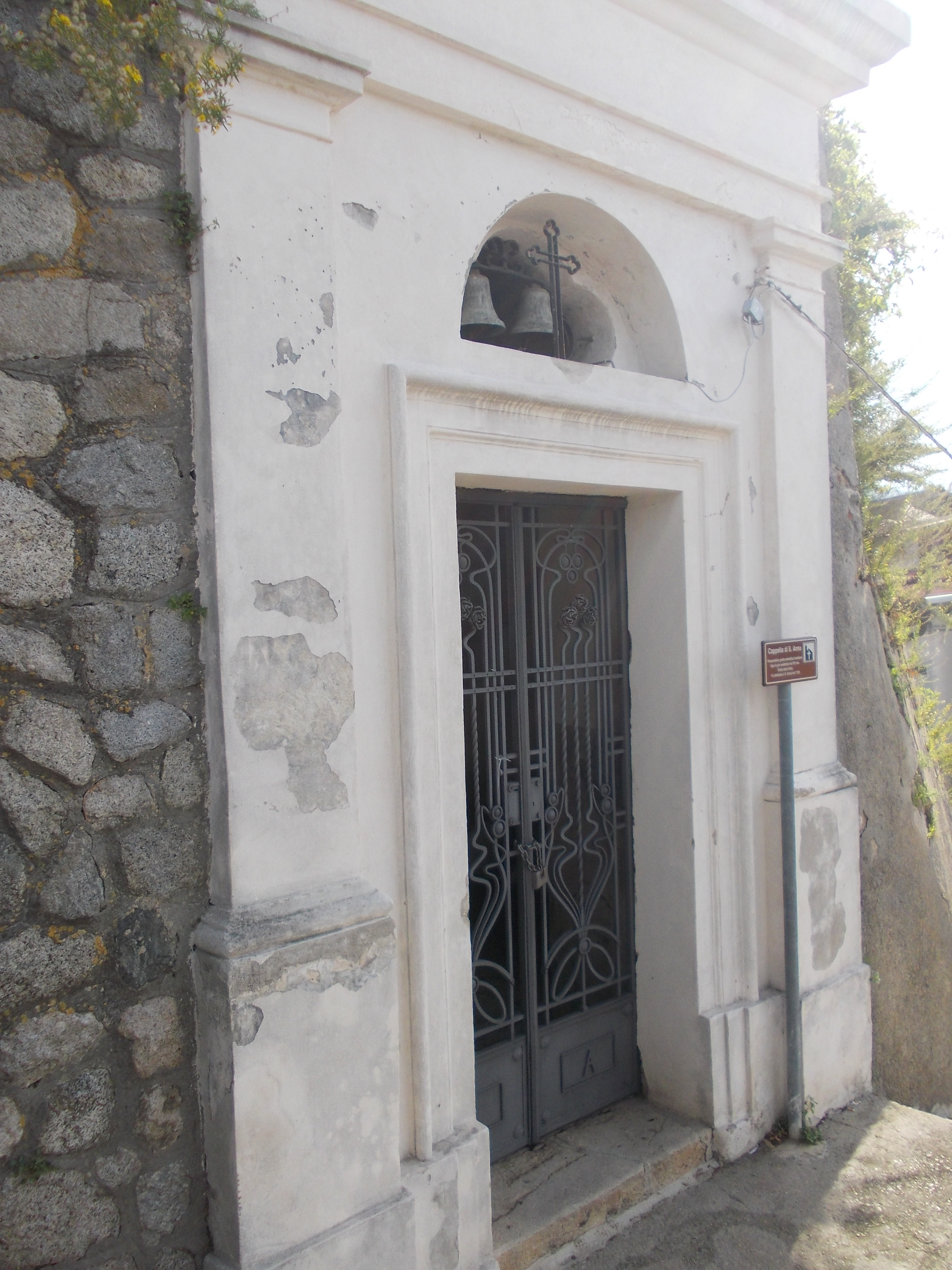
Chiesa di Sant'Anna
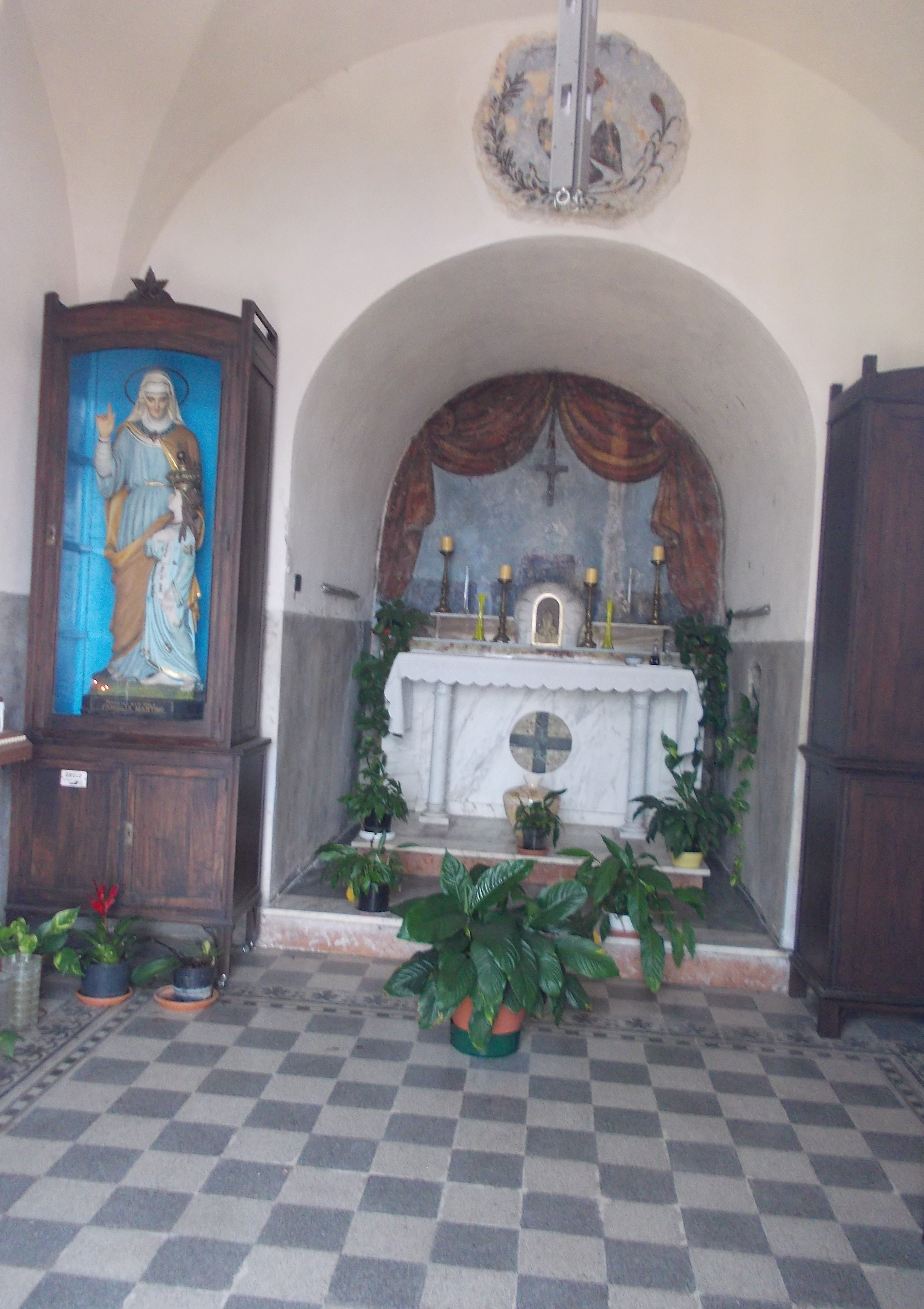
Altare della Chiesa, con la statua di Sant'Anna
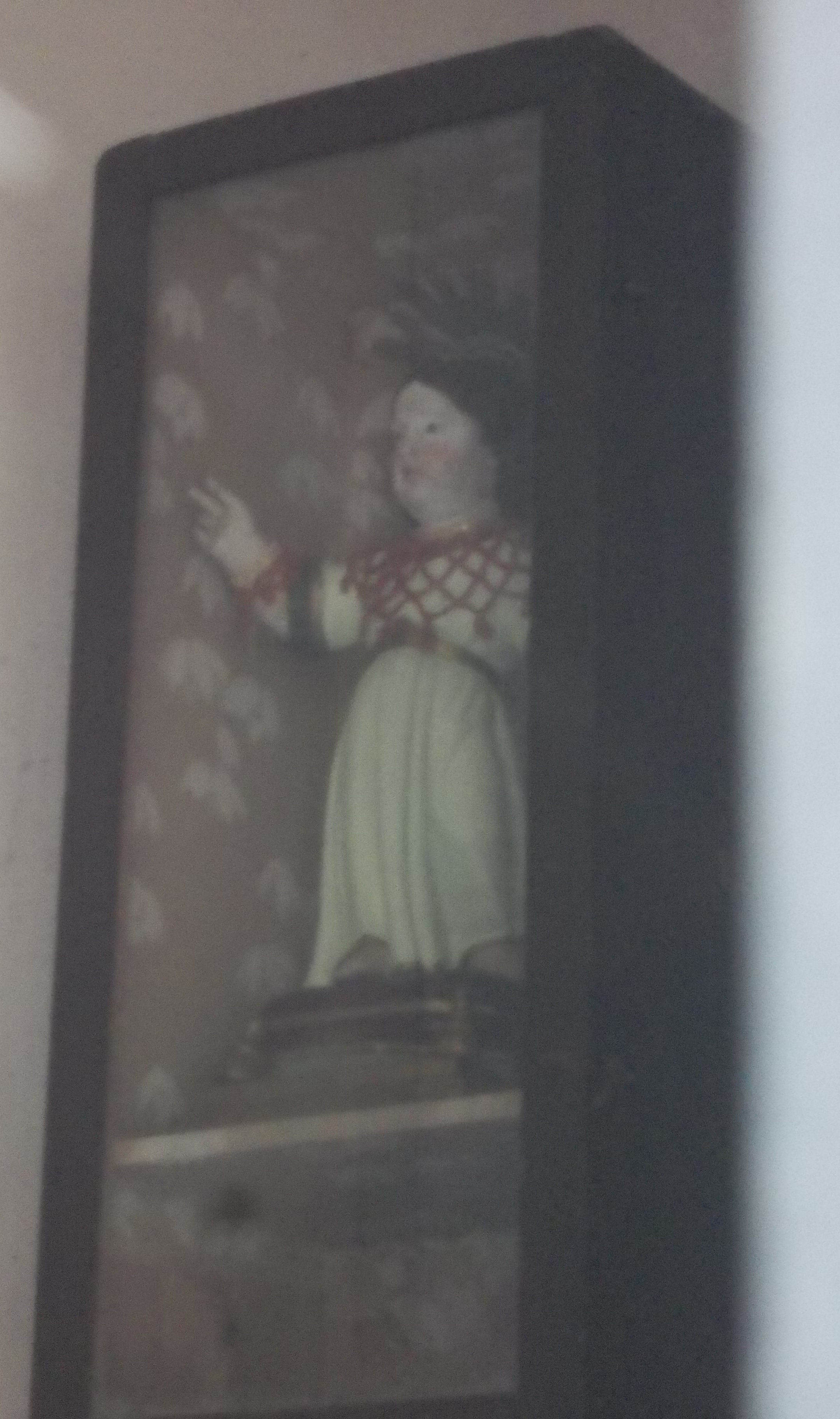
Statua di Gesù bambino, nella Chiesa scolpito dallo Scultore Fortunato Morani.
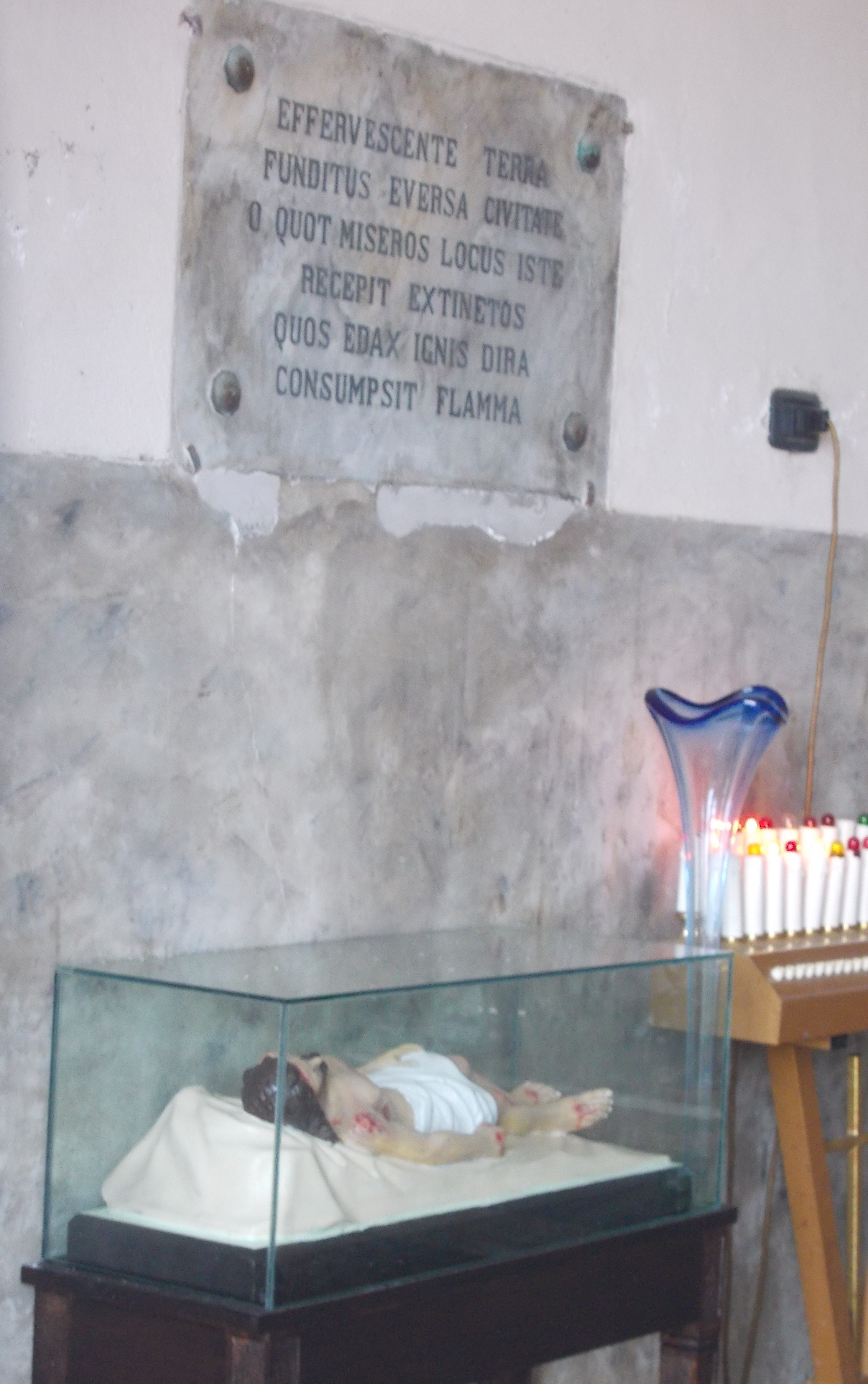
Statua di Gesù morto, con Epigrafe
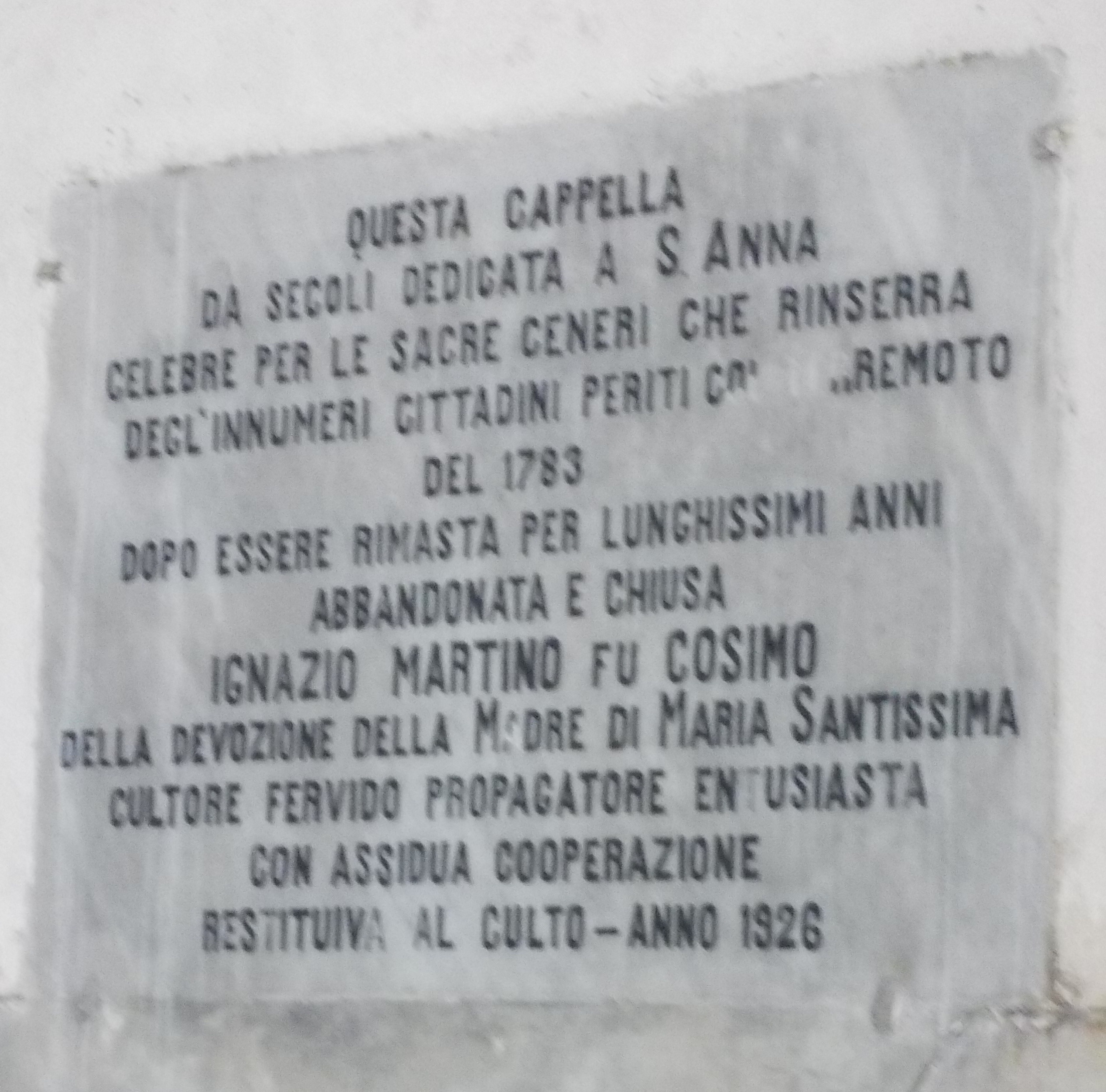
Epigrafe terremoto del 1783, nella Chiesa